# Hypoponera clavatula
Hypoponera clavatula är en myrart som först beskrevs av Carlo Emery 1906.  Hypoponera clavatula ingår i släktet Hypoponera och familjen myror. Inga underarter finns listade i Catalogue of Life.